# Pallacanestro alla XXVII Universiade - Torneo maschile
Il torneo maschile di pallacanestro alla XXVII Universiade si è svolto dal 7 al 16 luglio 2013 a Kazan', in Russia.

## Squadre
| America                                 | Asia                                                                    | Europa                                                                               | Oceania   | Nazione ospitante |
| --------------------------------------- | ----------------------------------------------------------------------- | ------------------------------------------------------------------------------------ | --------- | ----------------- |
| Brasile Canada Cile Messico Stati Uniti | Cina Giappone Mongolia Oman Filippine Corea del Sud Emirati Arabi Uniti | Rep. Ceca Estonia Finlandia Germania Lituania Norvegia Romania Serbia Svezia Ucraina | Australia | Russia            |

## Fase a eliminazione diretta

### Gruppo A
| Pos. | Squadra       | Pt | G | V | P | PF  | PS  | Dp   |
| ---- | ------------- | -- | - | - | - | --- | --- | ---- |
| 1.   | Russia        | 10 | 5 | 5 | 0 | 510 | 215 | +295 |
| 2.   | Estonia       | 9  | 5 | 4 | 1 | 324 | 330 | -6   |
| 3.   | Germania      | 8  | 5 | 3 | 2 | 405 | 304 | +101 |
| 4.   | Corea del Sud | 7  | 5 | 2 | 3 | 409 | 449 | -40  |
| 5.   | Ucraina       | 6  | 5 | 1 | 4 | 350 | 378 | -28  |
| 6.   | Oman          | 5  | 5 | 0 | 5 | 220 | 542 | -322 |

| Kazan' | Germania | 59 – 65 (d.1t.s.) (3–6, 10–15, 17–21, 23–11, 6–12) referto | Estonia | Basket Hall |

| Kazan' | Ucraina | 98 – 100 (d.1t.s.) (20–24, 15–24, 31–19, 22–21, 10–12) referto | Corea del Sud | Basket Hall |

| Kazan' | Russia | 117 – 24 (29–6, 28–6, 29–4, 31–8) referto | Oman | Basket Hall |

| Kazan' | Corea del Sud | 126 – 77 (34–12, 20–15, 35–24, 37–26) referto | Oman | Miras Sports Complex |

| Kazan' | Germania | 78 – 58 (18–14, 17–17, 25–13, 18–14) referto | Ucraina | Basket Hall |

| Kazan' | Russia | 106 – 43 (24–10, 25–13, 26–4, 31–16) referto | Estonia | Basket Hall |

| Kazan' | Germania | 123 – 32 (34–7, 23–11, 42–7, 24–7) referto | Oman | Basket Hall |

| Kazan' | Ucraina | 52 – 71 (14–18, 14–23, 15–14, 9–16) referto | Estonia | Basket Hall |

| Kazan' | Russia | 113 – 53 (27–14, 30–15, 33–13, 23–11) referto | Corea del Sud | Basket Hall |

| Kazan' | Estonia | 77 – 52 (32–18, 12–15, 16–4, 17–15) referto | Oman | Basket Hall |

| Kazan' | Germania | 93 – 69 (24–16, 22–13, 28–15, 19–25) referto | Corea del Sud | Basket Hall |

| Kazan' | Russia | 94 – 43 (23–14, 22–10, 21–13, 28–6) referto | Ucraina | Basket Hall |

| Kazan' | Ucraina | 99 – 35 (25–9, 32–10, 19–9, 23–7) referto | Oman | Basket Hall |

| Kazan' | Corea del Sud | 61 – 68 (17–13, 14–20, 18–17, 12–18) referto | Estonia | Miras Sports Complex |

| Kazan' | Russia | 80 – 52 (15–7, 22–15, 23–16, 20–14) referto | Germania | Basket Hall |

### Gruppo B
| Pos. | Squadra   | Pt | G | V | P | PF  | PS  | Dp   |
| ---- | --------- | -- | - | - | - | --- | --- | ---- |
| 1.   | Serbia    | 10 | 5 | 5 | 0 | 413 | 221 | +192 |
| 2.   | Romania   | 9  | 5 | 4 | 1 | 315 | 274 | +41  |
| 3.   | Messico   | 8  | 5 | 3 | 2 | 326 | 301 | +25  |
| 4.   | Mongolia  | 7  | 5 | 2 | 3 | 266 | 379 | -102 |
| 5.   | Giappone  | 6  | 5 | 1 | 4 | 284 | 340 | -56  |
| 6.   | Filippine | 5  | 5 | 0 | 5 | 0   | 100 | -100 |

Nota: le Filippine sono state squalificate a causa del ritiro dal torneo prima dei quarti di finale. Tutti i loro incontri sono stati annullati e assegnata una sconfitta per 0-20.
| Kazan' | Serbia | 110 – 56 (28–11, 26–19, 32–11, 24–15) referto | Mongolia | Basket-Hall Arena |

| Kazan' | Romania | 20 – 0 (, , ,) | Filippine | Basket Hall |

| Kazan' | Giappone | 71 – 83 (16–20, 19–21, 22–22, 14–20) referto | Messico | Basket Hall |

| Kazan' | Romania | 77 – 57 (20–9, 18–13, 19–18, 20–17) referto | Giappone | Basket Hall |

| Kazan' | Messico | 108 – 54 (25–13, 29–12, 29–18, 25–11) referto | Mongolia | Basket Hall |

| Kazan' | Serbia | 20 – 0 (, , ,) | Filippine | Basket-Hall Arena |

| Kazan' | Romania | 89 – 72 (23–19, 23–15, 24–16, 19–22) referto | Mongolia | Basket Hall |

| Kazan' | Giappone | 20 – 0 (, , ,) | Filippine | Basket Hall |

| Kazan' | Serbia | 100 – 48 (23–10, 24–11, 37–14, 16–13) referto | Messico | Basket-Hall Arena |

| Kazan' | Filippine | 0 – 20 (, , ,) | Mongolia | Basket Hall |

| Kazan' | Serbia | 105 – 64 (27–13, 22–17, 24–16, 32–18) referto | Giappone | Miras Sports Complex |

| Kazan' | Romania | 76 – 67 (15–15, 22–16, 10–18, 29–18) referto | Messico | Basket Hall |

| Kazan' | Giappone | 72 – 75 (11–20, 27–8, 16–20, 18–27) referto | Mongolia | Basket Hall |

| Kazan' | Serbia | 78 – 53 (20–10, 11–12, 19–22, 28–9) referto | Romania | Basket-Hall Arena |

| Kazan' | Messico | 20 – 0 (, , ,) | Filippine | Basket Hall |

### Gruppo C
| Pos. | Squadra             | Pt | G | V | P | PF  | PS  | Dp   |
| ---- | ------------------- | -- | - | - | - | --- | --- | ---- |
| 1.   | Canada              | 10 | 5 | 5 | 0 | 494 | 336 | +158 |
| 2.   | Australia           | 9  | 5 | 4 | 1 | 462 | 329 | +133 |
| 3.   | Stati Uniti         | 8  | 5 | 3 | 2 | 488 | 351 | +137 |
| 4.   | Rep. Ceca           | 7  | 5 | 2 | 3 | 331 | 385 | -54  |
| 5.   | Svezia              | 6  | 5 | 1 | 4 | 329 | 371 | -42  |
| 6.   | Emirati Arabi Uniti | 5  | 5 | 0 | 5 | 255 | 587 | -332 |

| Kazan' | Rep. Ceca | 57 – 85 (11–21, 21–15, 11–35, 14–14) referto | Australia | Basket Hall |

| Kazan' | Stati Uniti | 140 – 46 (35–16, 34–7, 31–11, 40–12) referto | Emirati Arabi Uniti | Basket Hall |

| Kazan' | Canada | 84 – 69 (19–10, 24–15, 19–26, 22–18) referto | Svezia | Miras Sports Complex |

| Kazan' | Australia | 70 – 53 (13–12, 16–7, 19–14, 22–20) referto | Svezia | Miras Sports Complex |

| Kazan' | Stati Uniti | 96 – 53 (20–9, 21–13, 25–16, 30–15) referto | Rep. Ceca | Basket Hall |

| Kazan' | Canada | 137 – 43 (31–12, 36–15, 33–12, 37–4) referto | Emirati Arabi Uniti | Miras Sports Complex |

| Kazan' | Rep. Ceca | 100 – 54 (19–13, 28–11, 21–16, 32–14) referto | Emirati Arabi Uniti | Basket Hall |

| Kazan' | Canada | 92 – 83 (27–15, 14–31, 24–21, 27–16) referto | Australia | Basket Hall |

| Kazan' | Stati Uniti | 83 – 65 (18–17, 19–10, 27–17, 19–21) referto | Svezia | Basket Hall |

| Kazan' | Emirati Arabi Uniti | 69 – 79 (13–20, 16–16, 18–22, 22–21) referto | Svezia | Miras Sports Complex |

| Kazan' | Stati Uniti | 84 – 93 (19–20, 24–20, 21–19, 20–34) referto | Australia | Basket Hall |

| Kazan' | Canada | 87 – 56 (10–19, 18–15, 30–12, 29–10) referto | Rep. Ceca | Miras Sports Complex |

| Kazan' | Australia | 131 – 43 (34–10, 31–10, 35–8, 31–15) referto | Emirati Arabi Uniti | Olymp Sport Hall |

| Kazan' | Rep. Ceca | 65 – 63 (18–15, 14–17, 21–14, 12–17) referto | Svezia | Olymp Sport Hall |

| Kazan' | Canada | 94 – 85 (18–17, 28–19, 23–22, 25–27) referto | Stati Uniti | Basket Hall |

### Gruppo D
| Pos. | Squadra   | Pt | G | V | P | PF  | PS  | Dp   |
| ---- | --------- | -- | - | - | - | --- | --- | ---- |
| 1.   | Lituania  | 10 | 5 | 5 | 0 | 486 | 294 | +192 |
| 2.   | Brasile   | 9  | 5 | 4 | 1 | 434 | 294 | +140 |
| 3.   | Finlandia | 8  | 5 | 3 | 2 | 340 | 316 | +24  |
| 4.   | Norvegia  | 7  | 5 | 2 | 3 | 341 | 353 | -12  |
| 5.   | Cina      | 6  | 5 | 1 | 4 | 349 | 510 | -161 |
| 6.   | Cile      | 5  | 5 | 0 | 5 | 266 | 449 | -183 |

| Kazan' | Finlandia | 71 – 52 (18–16, 18–12, 17–10, 18–14) referto | Cile | Miras Sports Complex |

| Kazan' | Brasile | 107 – 65 (24–17, 26–15, 26–16, 31–17) referto | Cina | Miras Sports Complex |

| Kazan' | Lituania | 94 – 71 (23–15, 33–23, 23–18, 15–15) referto | Norvegia | Miras Sports Complex |

| Kazan' | Cina | 74 – 106 (11–26, 14–19, 15–26, 34–35) referto | Norvegia | Olymp Sport Hall |

| Kazan' | Finlandia | 65 – 75 (15–16, 13–23, 20–20, 17–16) referto | Brasile | Olymp Sport Hall |

| Kazan' | Lituania | 116 – 51 (34–12, 29–8, 37–18, 16–13) referto | Cile | Miras Sports Complex |

| Kazan' | Brasile | 106 – 40 (27–11, 25–9, 26–3, 28–17) referto | Cile | Basket Hall |

| Kazan' | Finlandia | 60 – 55 (9–16, 21–10, 8–13, 22–16) referto | Norvegia | Basket Hall |

| Kazan' | Lituania | 129 – 52 (34–20, 34–6, 23–16, 38–10) referto | Cina | Basket Hall |

| Kazan' | Cile | 48 – 62 (7–14, 11–18, 9–8, 21–22) referto | Norvegia | Basket Hall |

| Kazan' | Lituania | 77 – 69 (22–16, 19–14, 16–18, 20–21) referto | Brasile | Miras Sports Complex |

| Kazan' | Finlandia | 93 – 64 (20–12, 18–14, 25–19, 30–19) referto | Cina | Basket Hall |

| Kazan' | Lituania | 70 – 51 (18–7, 19–14, 17–7, 16–23) referto | Finlandia | Miras Sports Complex |

| Kazan' | Cina | 94 – 75 (34–19, 19–23, 24–19, 17–14) referto | Cile | Olymp Sport Hall |

| Kazan' | Brasile | 77 – 47 (18–14, 23–15, 20–10, 16–8) referto | Norvegia | Olymp Sport Hall |

## Classification round

### Quarti di finale

#### 17º–24º posto
| Kazan' | Svezia | 80 – 49 (15–6, 17–13, 26–10, 22–20) referto | Cile | Basket Hall |

| Kazan' | Cina | 62 – 64 (25–16, 11–15, 15–17, 11–16) referto | Emirati Arabi Uniti | Basket Hall |

| Kazan' | Ucraina | 20 – 0 (, , ,) | Filippine | Basket Hall |

| Kazan' | Giappone | 123 – 40 (27–14, 35–11, 26–9, 35–6) referto | Oman | Basket Hall |

#### 9º–16º posto
| Kazan' | Stati Uniti | 91 – 51 (17–15, 26–10, 21–15, 27–11) referto | Norvegia | Miras Sports Complex |

| Kazan' | Germania | 101 – 68 (18–20, 31–18, 28–15, 24–15) referto | Mongolia | Basket Hall |

| Kazan' | Finlandia | 70 – 52 (20–9, 14–14, 19–15, 17–14) referto | Rep. Ceca | Miras Sports Complex |

| Kazan' | Messico | 98 – 70 (24–21, 25–12, 31–19, 18–18) referto | Corea del Sud | Basket Hall |

### Semifinali

#### 21º–24º posto
| Kazan' | Cile | 20 – 0 (, , ,) | Filippine | Biek Tau Sports Complex |

| Kazan' | Oman | 53 – 89 (9–20, 14–18, 18–29, 12–22) referto | Cina | Biek Tau Sports Complex |

#### 17º–20º posto
| Kazan' | Ucraina | 73 – 75 (16–16, 25–20, 16–16, 16–23) referto | Svezia | Olymp Sport Hall |

| Kazan' | Giappone | 79 – 63 (16–15, 23–24, 16–12, 24–12) referto | Emirati Arabi Uniti | Olymp Sport Hall |

#### 13º–16º posto
| Kazan' | Mongolia | 54 – 83 (6–26, 16–15, 19–19, 13–23) referto | Norvegia | Basket Hall |

| Kazan' | Corea del Sud | 92 – 88 (d.1t.s.) (17–26, 21–17, 21–21, 17–12, 16–12) referto | Rep. Ceca | Basket Hall |

#### 9º–12º posto
| Kazan' | Germania | 70 – 92 (19–17, 13–29, 19–19, 19–27) referto | Stati Uniti | Miras Sports Complex |

| Kazan' | Messico | 70 – 82 (17–18, 13–21, 21–22, 19–21) referto | Finlandia | Miras Sports Complex |

#### 5º–8º posto
| Kazan' | Romania | 82 – 75 (26–23, 13–13, 16–16, 27–23) referto | Brasile | Miras Sports Complex |

| Kazan' | Estonia | 61 – 82 (13–20, 15–17, 20–27, 13–18) referto | Lituania | Miras Sports Complex |

### Finali

#### 23º-24º posto
| Kazan' | Oman | 20 – 0 (, , ,) | Filippine | Olymp Sport Hall |

#### 21°-22 posto
| Kazan' | Cile | 76 – 72 (22–18, 11–23, 18–12, 25–19) referto | Cina | Olymp Sport Hall |

#### 19º-20º posto
| Kazan' | Ucraina | 107 – 54 (32–4, 33–14, 18–20, 24–16) referto | Emirati Arabi Uniti | Miras Sports Complex |

#### 17º-18º posto
| Kazan' | Svezia | 62 – 50 (16–6, 17–15, 15–15, 14–14) referto | Giappone | Basket Hall |

#### 15º-16º posto
| Kazan' | Mongolia | 80 – 94 (17–18, 22–24, 25–31, 16–21) referto | Rep. Ceca | Miras Sports Complex |

#### 13º-12º posto
| Kazan' | Norvegia | 79 – 77 (24–17, 21–13, 20–23, 14–24) referto | Corea del Sud | Basket Hall |

#### 11º-12º posto
| Kazan' | Germania | 64 – 71 (18–20, 16–11, 16–30, 14–10) referto | Messico | Miras Sports Complex |

#### 9º-10º posto
| Kazan' | Stati Uniti | 97 – 70 (25–20, 27–6, 20–18, 25–26) referto | Finlandia | Basket Hall |

#### 7º-8º posto
| Kazan' | Brasile | 63 – 67 (22–21, 11–13, 21–16, 9–17) referto | Estonia | Basket Hall |

#### 5º-6º posto
| Kazan' | Romania | 50 – 87 (7–18, 15–25, 12–20, 16–24) referto | Lituania | Basket Hall |

## Fase a eliminazione diretta
|  | Quarti di finale | Quarti di finale |        |        | Semifinali                | Semifinali                |  |  | Finale | Finale |
|  |                  |                  |        |        |                           |                           |  |  |        |        |
|  |                  |                  |        |        |                           |                           |  |  |        |        |
|  |                  |                  |        |        |                           |                           |  |  |        |        |
|  | Russia           | 78               |        |        |                           |                           |  |  |        |        |
|  | Russia           | 78               |        |        |                           |                           |  |  |        |        |
|  | Romania          | 53               |        |        |                           |                           |  |  |        |        |
|  | Romania          | 53               | Russia | 78     |                           |                           |  |  |        |        |
|  |                  |                  | Russia | 78     |                           |                           |  |  |        |        |
|  |                  | Canada           | 69     |        |                           |                           |  |  |        |        |
|  | Canada           | Canada           | 69     | 88     |                           |                           |  |  |        |        |
|  | Canada           |                  |        | 88     |                           |                           |  |  |        |        |
|  | Brasile          | 77               |        |        |                           |                           |  |  |        |        |
|  | Brasile          | 77               | Russia | 81     |                           |                           |  |  |        |        |
|  |                  |                  | Russia | 81     |                           |                           |  |  |        |        |
|  |                  | Australia        | 74     |        |                           |                           |  |  |        |        |
|  | Serbia           | Australia        | 74     | 88     |                           |                           |  |  |        |        |
|  | Serbia           |                  |        | 88     |                           |                           |  |  |        |        |
|  | Estonia          | 43               |        |        |                           |                           |  |  |        |        |
|  | Estonia          | 43               | Serbia | 62     | Finale per il terzo posto | Finale per il terzo posto |  |  |        |        |
|  |                  |                  | Serbia | 62     | Finale per il terzo posto | Finale per il terzo posto |  |  |        |        |
|  |                  | Australia        | 65     |        |                           |                           |  |  |        |        |
|  | Lituania         | Australia        | 65     | 55     | Canada                    | 74                        |  |  |        |        |
|  | Lituania         |                  |        | 55     | Canada                    | 74                        |  |  |        |        |
|  | Australia        | 60               |        | Serbia | 87                        |                           |  |  |        |        |
|  | Australia        | 60               |        |        | 87                        |                           |  |  |        |        |
|  |                  |                  |        |        |                           |                           |  |  |        |        |
|  |                  |                  |        |        |                           |                           |  |  |        |        |

### Quarti di finale
| Arbitri: | Sergey Mikhaylov Tim Mills Ahmed Al Bulushi |

|                        |          |                  |
| Drenovac, Živanović 13 | Punti    | 12 Keedus        |
| Đokić 5                | Assist   | 4 Keedus, Puidet |
| Drenovac, Marković 7   | Rimbalzi | 7 Keedus         |

| Arbitri: | Mindaugas Vecherskis Thomas Short Yrjo Johannes Sarekoski |

|                     |          |                 |
| Heslip 20           | Punti    | 15 Silva        |
| Pangos, P. Scrubb 4 | Assist   | 4 tre giocatori |
| Klassen, Powell 6   | Rimbalzi | 6 Deodato       |

| Arbitri: | Boris Schmidt José Ayala Pérez Viktor Bozhenar |

|                           |          |                     |
| Čižauskas, Juškevičius 16 | Punti    | 14 Broekhoff        |
| Čižauskas 2               | Assist   | 2 quattro giocatori |
| Drungilas, Juškevičius 5  | Rimbalzi | 7 Young             |

| Arbitro: | Kihamu Matsumoto |

|             |          |                   |
| Karasev 22  | Punti    | 18 Țibîrnă        |
| Grigor'ev 5 | Assist   | 2 Petrișor, Török |
| Karasev 9   | Rimbalzi | 7 Țibîrnă         |

### Semifinali
| Arbitri: | José Ayala Thomas Short Yrjo Johannes Sarekoski |

|                  |          |                     |
| Balaban 14       | Punti    | 19 Cadee            |
| Jović, Kalinić 3 | Assist   | 3 Cadee             |
| Kalinić 10       | Rimbalzi | 7 Bairstow, Dumovic |

| Arbitri: | Boris Schmidt Stanislav Kucera Rodrigo Oliveros |

|            |          |                        |
| Karasev 20 | Punti    | 12 tre giocatori       |
| Karasev 7  | Assist   | 3 Mullings, P. Scrubb  |
| Karasev 10 | Rimbalzi | 7 Mullings, T. Scrubb, |

### 3º-4º posto
| Arbitri: | Sergey Mikhaylov Tim Mills Fábio Kover |

|            |          |             |
| Powell 12  | Punti    | 24 Gagić    |
| Mullings 3 | Assist   | 6 Živanović |
| Mullings 9 | Rimbalzi | 8 Smiljanić |

### Finale
| Arbitri: | Mindaugas Vecherskis Boris Schmidt Reid Kenyon |

|                   |          |                         |
| Zubkov 19         | Punti    | 21 Bairstow, Steindl 21 |
| tre giocatori 3   | Assist   | 7 Cadee                 |
| Karasev, Zubkov 6 | Rimbalzi | 9 Dumovic               |

## Classifica finale
| -       | Paese               | Formazione |
| ------- | ------------------- | --- |
| Oro     | Russia              | Russia universitariaAntipov, Antonov, Balašov, Grigor'ev, Ivlev, Karasëv, Chvostov, Kulagin, Valiev, Vichrov, Zarjažko, Zubkov, All. Vasilij Karasëv                                                                           |
| Argento | Australia           | Matthew Andronicos · Cameron Bairstow · Todd Blanchfield · Ryan Broekhoff · Jason Cadee · Andrija Dumovic · Cody Ellis · Igor Hadziomerovic · Mitch Norton · Owen Odigie · Clint Steindl · Mitchell Young All.: Andrej Lemanis |
| Bronzo  | Serbia              | Serbia universitariaBalaban, Dimić, Đokić, Drenovac, Gagić, Jović, Kalinić, Majstorović, Malešević, Marković, Smiljanić, Živanović, All. Oliver Popović                                                                        |
| 4       | Canada              | |
| 5       | Lituania            | |
| 6       | Romania             | Romania universitariaPetrisor, Rosu, Dumitrescu, Corpodean, Orbeanu, Ioan, Negoitescu, Toth, Pop, Torok, Gutoaia, Tibirna, All. Tudor Costescu                                                                                 |
| 7       | Estonia             | Estonia universitariaRaudla, Puidet, Hamarsalu, Keedus, Keres, Ulp, Raadik, Saarmets, Liivamagi, Voolaid, All. - |
| 8       | Brasile             | |
| 9       | Stati Uniti         | Stati Uniti4 Ferrell, 5 Sheehey, 6 Haws, 7 Hancock, 8 Dinwiddie, 9 Kilpatrick, 10 Graham, 11 McDermott, 12 Jefferson, 13 White, 14 Payne, 15 Kirk, All. Bob McKillop                                                           |
| 10      | Finlandia           | Finlandia universitariaNiemi, Sandberg, Ojala, Nuutinen, Molenius, Ikavalko, Lindbom, Lehtoranta, Toivonen, Vaenerberg, Ahonen, Nikkarinen, All. -                                                                             |
| 11      | Messico             | |
| 12      | Germania            | Germania universitaria4 Canty, 5 Jönke, 6 Koch, 7 Klein, 8 Schmidt, 9 Mönninghoff, 10 Kramer, 11 Zeis, 12 Wendt, 13 Wohlfarth-Bottermann, 14 Voigtmann, 15 Ziegenhagen, All. Olaf Stolz                                        |
| 13      | Norvegia            | Norvegia universitariaMidtvedt, Boehn, Stien, Ostbye, Jawara, Lundestad, Bolin, Mjos, Fivelstad, Sommerfeldt, Nwachukwu, Bradascio, All. Mathias Eckhoff                                                                       |
| 14      | Corea del Sud       | |
| 15      | Rep. Ceca           | |
| 16      | Mongolia            | |
| 17      | Svezia              | |
| 18      | Giappone            | |
| 19      | Ucraina             | |
| 20      | Emirati Arabi Uniti | |
| 21      | Cile                | |
| 22      | Cina                | |
| 23      | Oman                | |
| 24      | Filippine           | |